# Club de l'aviron de Vichy
Pour les articles homonymes, voir CAV.
Dernière mise à jour : 1er décembre 2022.
Le Club de l'aviron de Vichy (CAV) est un club d'aviron situé à Vichy, dans le département de l'Allier en France. Affilié à la Fédération française d'aviron, il comptait 260 licenciés en 2015 et environ 400 licenciés scolaires et universitaires.

## Histoire
L'Aviron de Vichy est créé le 5 avril 1892. Il s'occupait aussi de natation, de water-polo et de canoë-kayak.
En 1925, l'Aviron de Vichy et le Club nautique — créé en 1901 et fusionné en 1966 — ont créé la « traversée de Vichy à la nage ». La pollution de la rivière Allier a mis un terme à cette compétition en 1966.
Sous le gouvernement de Vichy, l'aviron est très pratiqué par les employés des ministères et la population repliée. En 1950, l'Aviron vichyssois crée une section de boules lyonnaises. Pierre Coulon, maire de Vichy dans les années 1950 et 1960 crée les conditions du développement de l'aviron au sein de la commune, d'abord par la création d'un plan d'eau en[1963 permettant de stabiliser le cours de l'Allier, puis en favorisant la fusion de l'Aviron de Vichy avec le Club Nautique en 1967 pour l'organisation des Championnats d'Europe à Vichy.

## Équipement
Depuis 1963, l'Aviron de Vichy dispose d'un plan d'eau (le lac d'Allier) long de cinq kilomètres, dont un bassin de 2 000 mètres. Ce plan d'eau se situe sur la rivière Allier entre le club lui-même et le pont de l'Europe. Il dispose de six couloirs. De plus le club possède près d'une centaine de bateaux, d'un tank à ramer et d'une salle de musculation et enfin d'une salle avec plusieurs ergomètres.

## Organisation de compétitions
Le club possède un site favorable à l'organisation de compétitions. Plusieurs compétitions nationales et internationales y ont eu lieu ces dernières années :
- championnats d'Europe : 1967 ;
- championnats du monde juniors : 1983 ;
- championnats du monde vétérans : 1989 ;
- plusieurs championnats nationaux depuis 1963 ;
- Coupe de la jeunesse en 1993 et 2009 ;
- Masters internationaux en 2006.

Régulièrement, le Club de l'Aviron de Vichy organise des compétitions nationales comme la Coupe de France MAIF, les Championnats de France ou les Championnats de zone.
Depuis 2022, le club organise les Régates de Vichy, réunissant des clubs d'aviron des régions Auvergne-Rhône-Alpes et Bourgogne-Franche-Comté, préparatoires aux championnats de France. La première édition comptait 1 250 participants.

## Palmarès
Le club a obtenu une soixantaine de titres nationaux depuis les années 1930.
- 1937 - 2 barré Séniors - Alphonse BOUTON, Pierre SAUVESTRE et barreur Lucien NICOLAS.
- 1938 - 2 de couples Séniors - Félicien GRAVE et BARRACHANT.
- 1939 - 2 barré Séniors - Jean COUTIERE, René GRENIER et barreur Elie FRANCHISSEUR.
- 1945 - 2 barré Juniors - Guy PURIER, Georges SANS et barreur Nino FREGONESE.
- 1947 - 2 barré Juniors - Guy LIGIER, André PLANQUE et barreur René COQUELUT.
- 1949 - 2 yole de mer - André PLANCHE, Guy PURIER et barreur Paul DAUTRAIX.

### 1951 - 2 barré Séniors - Jean-Louis LAFOURCADE, Guy PURIER et barreur Guy OLIVIER.
- 1957 - 2 barré Juniors - Gervais COUTIERE, René COUTIERE et barreur Georges BAUDRAN.
- 1964 - 4 yole de mer - Roger DIF, Emile MEUNIER, Jean-Pierre STORTZ, LEMAITRE et barreur Serge BRESLES.
- 1966 - 2 barré cadets - Bernard CHOPIN, Michel MANILLERE et barreur.
- 1971 - 4 barré cadets - Hubert VALENCIA, Claude DENIER, Philippe DAVID, CHAPON et barreur VENTURINI
- 1973 - 4 barré Juniors - Hubert VALENCIA, Philippe DAVID, Alain GRANJON, Philippe DESILANI et barreur Patrick NICOLAS.
- 1975 - 4 barré Séniors - Michel MANILLERE, Alain GRANJON, Gérard CHOPIN, Jean-Claude DACHER et barreur Patrick NICOLAS.
- 1977 - 2 barré Séniors - Alain GRANJON, Michel MANILLERE et barreur Jean-Jacques ROLLE.
- 1979 - skiff Minimes - Stéphane SAILLARD.
- 1980 - 4 barré Cadets - Patrick COGNET, Stéphane SAILLARD, Didier DEVILLARD, Didier DEPRESLES et barreur Bruno CORVISY.
- 1980 - 4 sans barreur Séniors - Gilles PURIER, Alain GRANJON, Jean-François DEPRESLES et Philippe GRIEGER.
- 1981 - 4 sans barreur Séniors - Gilles PURIER, Alain GRANJON, Jean-François DEPRESLES et Philippe GRIEGER.
- 1983 - 4 sans barreur Séniors - Gilles PURIER, Alain GRANJON, Jean-François DEPRESLES et Philippe GRIEGER.
- 1985 - 4 sans barreur Séniors - Gilles PURIER, Alain GRANJON, Didier DEVILLARD et Stéphane SAILLARD.
- 1986 - 2 sans barreur Séniors - Gilles PURIER et Alain GRANJON.
- 1990 - 2 de couple Cadettes - Noral THUEL et Maud MANILLERE.
- 1991 - 4 de couple Juniors Filles - Stéphanie POIRIER, Nora THUEL, Maud MANILLERE et Laurence BOUILLOT.
- 1993 - 4 sans barreur Cadets - Hugues GAZIELLI - Frédéric PALAIN - D. BOUDET et Jacques BOUFFARD.
- 1994 - 4 sans barreur Séniors : David MICHALSKI - Jean-Jacques GAUTHIER, Bertrand FONNE et Jacques CHABANET.
- 1996 - 4 sans barreur Séniors : David MICHALSKI - Alain MORETTO - Bertrand FONNE et Alain GAUTHIER.
- 1996 - 2 sans barreur Séniors sprint : Bertrand FONNE et Alain MORETTO.
- 1997 - 4 sans barreur Séniors : Alain MORETTO, Bertrand FONNE, Jean-Jacques GAUTHIER et David MICHALSKI.
- 1997 - 4 sans barreur Séniors sprint : Alaine MORETTO, Bertrand FONNE, MEUNIER et Jacques CHABANET.
- 1998 - 4 sans barreur Cadets : MICAUD, MOTHE, MARGERIDON et Jacques BOUFFARD.
- 1998 - 8 barré Sénior sprint : Jean-Jacques GAUTHIER, Bertrand FONNE, Alain MORETTO, David MICHALSKI, Cyrille CORNET, Jacques CHABANET, Michel MEUNIER, Guillaume LEFEVRE et barreuse Lydie GIRARD.
- 1998 - Mer solo : Alain MORETTO.
- 1999 - Mer solo : Alain MORETTO.
- 1999 - Ergomètre + 60 ans : René COUTIERE.
- 2000 - Skiff Junior : Sophie GRANJON.
- 2000 - Ergomètre + 60 ans : René COUTIERE.
- 2002 - 2 de couple Cadettes : Marie TCHILINGUIRIAN et Julie GOLEO.
- 2002 - Skiff Minime : Louise HAMEL.
- 2002 - Mer solo : Alain MORETTO.
- 2003 - 2 de couple Cadettes : Louise HAMEL et Marie TCHILINGUIRIAN.
- 2003 - 2 de couple Juniors filles : Julie GOLEO et Fanny PARENTON.
- 2003 - Mer solo : Alain MORETTO.
- 2003 - Critérium skiff : Céline LEROY.
- 2004 - 4 barré Juniors : SAUTEREAU, RASO, COGNET, CHEVALIER et barreuse LIGIER.
- 2004 - 2 de couple Juniors filles : Julie GOLEO et Marie TCHILINGUIRIAN.
- 2004 - 8 barré Séniors sprint : David MICHALSKI, Alain MORETTO, David MERCIER, Pierre-Raphaël REY, Jacques CHABANET, Antoine GRAS, Ludovic MORIN, Alexandre MEULIN et ALIKHOUDJA barreuse.
- 2004 - 4 barré sprint : Loïc BOUCHET, Jean-Jacques GAUTHIER, Marc FAYET, Paul RASO et barreur Xavier NEAU.
- 2012 - 2 de couple Cadets : Nicolas GILBERT et Louis DROISSART.
- 2013 - 4 sans barreur Cadets : Nicolas PURIER, Vincent DEVULDER, Melvyn RECOT et Alexis THIVOLET.
- 2014 - 2 de pointe Juniors : Louis DROISSART et Nicolas GILBERT.
- 2014 - 4 barré Juniors : Nicolas PURIER, Louis DROISSART, Melvyn RECOT, Nicolas GILBERT et barreuse Marie TCHILINGUIRIAN.
- 2016 - Critérium deux de couple : Thibault MESLIN et Baptiste SATURNIN.
- 2016 - 2 de couple Sénior sprint : Maxence JANODET et Benjamin CHABANET.
- 2016 - 4 de pointe sans barreur : Louis DROISSART, Nicolas GILBERT, Benjamin CHABANET et Olivier James HINES.
- 2018 - 4 de pointe avec barreuse : Louis DROISSART, Nicolas GILBERT, Guillaume TURLAN, Olivier James HINES et barreuse Tiphaine COGNET.
- 2019 - Relais élite masculin aviron indoor : Louis DROISSART, Nicolas GILBERT, Guillaume TURLAN et Maxime DUCRET.
- 2019 - 2 de pointe sans barreur J16 : Thomas FOUGEROUSE et Nicolas DROISSART.
- 2021 - 2 de pointe sans barreur sénior homme sprint : Nicolas GILBERT et Louis DROISSART.
- 2022 - 2 de couple Sénior barré : Louis DROISSART et Nicolas GILBERT et barreuse Ambre GAD.
- 2022 - 2 de pointe sans barreur sénior homme sprint : Nicolas GILBERT et Louis DROISSART.
- 2022 - 2 de couple sénior mixte sprint : Erine CLEGG et Thomas FOUGEROUSE.

### Classement
|                     | 1993 | 1994 | 1995 | 1996 | 1997 | 1998 | 1999 | 2000 | 2001 | 2002 | 2003 |
| ------------------- | ---- | ---- | ---- | ---- | ---- | ---- | ---- | ---- | ---- | ---- | ---- |
| Division            |      | 1    | 1    | 1    | 2    | 1    | 2    | 2    | 2    | 1    | 1    |
| Classement général  | 13   | 12   | 9    | 13   | 23   | 18   | 25   | 21   | 37   | 17   | 13   |
| Classement masculin | 12   | 9    | 14   | 10   | 16   | 16   | 20   | 18   | 31   | 20   | 15   |
| Classement féminin  | 24   | 30   | 11   | 20   | 61   | 29   | 43   | 23   | 32   | 10   | 9    |
| Classement jeune    | Ø    | Ø    | Ø    | Ø    | Ø    | Ø    | Ø    | Ø    | Ø    | Ø    | Ø    |

|                     | 2004 | 2005 | 2006 | 2007 | 2008 | 2009 | 2010 | 2011 | 2012 | 2013 | 2014 |
| ------------------- | ---- | ---- | ---- | ---- | ---- | ---- | ---- | ---- | ---- | ---- | ---- |
| Division            | 1    | 2    | 3    | 2    | 2    | 2    | 2    | 3    | 3    | 2    | 1    |
| Classement général  | 10   | 29   | 45   | 34   | 28   | 23   | 35   | 41   | 48   | 36   | 14   |
| Classement masculin | 9    | 32   | 39   | 28   | 23   | 24   | 40   | 54   | 51   | 25   | 8    |
| Classement féminin  | 14   | 16   | 46   | 45   | 39   | 21   | 24   | 26   | 52   | 43   | 35   |
| Classement jeune    | Ø    | Ø    | Ø    | 33   | 17   | 24   | 41   | 38   | 37   | 28   | 18   |

|                        | 2015 | 2016 | 2017 | 2018 | 2019 | 2020 | 2021 | 2022 | 2023 |
| ---------------------- | ---- | ---- | ---- | ---- | ---- | ---- | ---- | ---- | ---- |
| Classement Performance | 13   | 22   | 22   | 22   | 23   | Ø    | Ø    | 43   |      |
| Classement Homme       | 10   | 17   | 13   | 12   | 33   | Ø    | Ø    | 33   |      |
| Classement Femme       | 30   | 30   | 42   | 62   | 54   | Ø    | Ø    | 54   |      |
| Classement Senior      | 20   | 21   | 13   | 16   | 35   | Ø    | Ø    | 35   |      |
| Classement J18         | 12   | 35   | 35   | 52   | 75   | Ø    | Ø    | 75   |      |
| Classement J16         | 4    | 16   | 70   | 30   | 36   | Ø    | Ø    | 36   |      |
| Classement Jeune       | 49   | 36   | 20   | 49   | 70   | Ø    | Ø    | 134  |      |
| Classement Handicaps   | Ø    | 50   | 47   | 27   | 29   | Ø    | Ø    |      |      |